# Голий (фільм)
«Голий» (рос. «Голый») — український радянський короткометражний фільм 1987 року, філософсько-драматична притча режисера Галини Шигаєвої. Знята на Кіностудії імені Олександра Довженка.
Фільм отримав приз в категорії кращий короткометражний або середньометражний фільм на 6-му Міжнародному кінофестивалі в Турині.

## Сюжет
Житель Ленінграда Кошкін приїжджає в заповідник, щоб випустити на волю щигля Петрушу, якого він прихистив у себе взимку. Випустивши щигля, Кошкін вирішує скупатися в озері. Під час купання його одяг краде невідомий в окулярах і тікає. Нещасний шукає співчуття у людей, але голого всі лякаються і виганяють з двору...

## У ролях
- Юрій Євсюков -  Кошкін
- Світлана Тормахова -  лірична дачниця
- Михайло Свєтін -  ревнивий дачник
- Алла Семенишина -  його дружина
- Лев Перфілов -  людина в окулярах, крадій одягу
- Б. Романов
- Микола Гудзь
- І. Стариков
- Богдан Бенюк
- Л. Мірошниченко

## Творча група
- Автори сценарію: Костянтин Лопушанський, Георгій Ніколаєв
- Режисер-постановник: Галина Шигаєва
- Оператор-постановник: Олександр Шумович
- Художник-постановник: Валерій Новаков
- Композитор: В'ячеслав Назаров